# キンボール郡 (ネブラスカ州)
座標: 北緯41度12分 西経103度42分 / 北緯41.200度 西経103.700度
キンボール郡（英: Kimball County）は、アメリカ合衆国のネブラスカ州にある郡。人口は3,821人（2010年国勢調査）で、郡庁所在地はキンボール (Kimball) である。
ネブラスカ州のナンバープレートで、キンボール郡の車両は最初の数字が71になっている。これは1922年にナンバープレートの制度を確立した際、キンボール郡の車両登録台数が州内の郡のなかで71番目に多かったからである。

## 歴史
キンボール郡は1888年に設置され、鉄道の先駆者として知られるトーマス・L・キンボールにちなんで名付けられた。

## 地理
アメリカ合衆国国勢調査局によると、この郡の総面積は2,466 km2 である。このうち2,465 km2 が陸地で、2 km2 が水域である。総面積の0.06%が水域となっている。

### 隣接する郡
- バナー郡（北）
- シャイアン郡（東）
- ローガン郡 (コロラド州)（南東）
- ウェルド郡 (コロラド州)（南西）
- ララミー郡 (ワイオミング州)（西）

## 人口動静

2000年国勢調査時の郡の人口ピラミッド

2000年の国勢調査によると、キンボール郡には4,089人、1,727世帯、及び1,136家族が暮らしている。人口密度は2/km2 (4/mi2) で、1/km2 (2/mi2) の平均的な密度に1,972軒の住居が建っている。この郡の人種の構成は白人96.99%、黒人（アフリカ系アメリカ人）0.22%、先住民0.66%、アジア系0.10%、太平洋諸島系0.02%、その他の人種0.66%、および混血1.35%で、3.33%の人々がヒスパニックまたはラテン系である。郡の住民の34.3%がドイツ系、12.2%がイングランド系、7.9%がアイルランド系、6.1%がアメリカ系、5.5%がスウェーデン系移民の子孫である。
キンボール郡に住む1,727世帯のうち、26.30%は18歳未満の子どもと暮らしており、56.10%は夫婦で生活している。6.70%は未婚の女性が世帯主であり、34.20%は家族以外の住人と同居している。30.50%は独居で、全世帯の15.40%は65歳以上の独居老人世帯である。1世帯あたりの平均人数は2.33人であり、家庭の場合は2.89人である。
郡の住民は24.70%が18歳未満の子どもで、18歳以上24歳以下が5.90%、25歳以上44歳以下が23.00%、45歳以上64歳以下が25.30%、および65歳以上が21.00%となっている。平均年齢は43歳である。女性100人に対して男性は95.60人いて、18歳以上の女性100人に対しては男性は91.20人いる。
郡の世帯ごとの平均収入は30,586米ドルで、家族ごとでは35,880米ドルである。男性の28,300米ドルに対して女性は16,863米ドルの平均的な収入がある。この郡の一人当たりの収入 (per capita income) は17,525米ドルである。総人口の11.10%、家族の9.10%は貧困線以下である。18歳未満の子どもの12.30%及び65歳以上の5.90%は貧困線以下の生活を送っている。

## 都市および村
- ブッシュネル (en:Bushnell, Nebraska)
- ディックス (en:Dix, Nebraska)
- キンボール (en:Kimball, Nebraska)